# Basilika Enns-Lorch

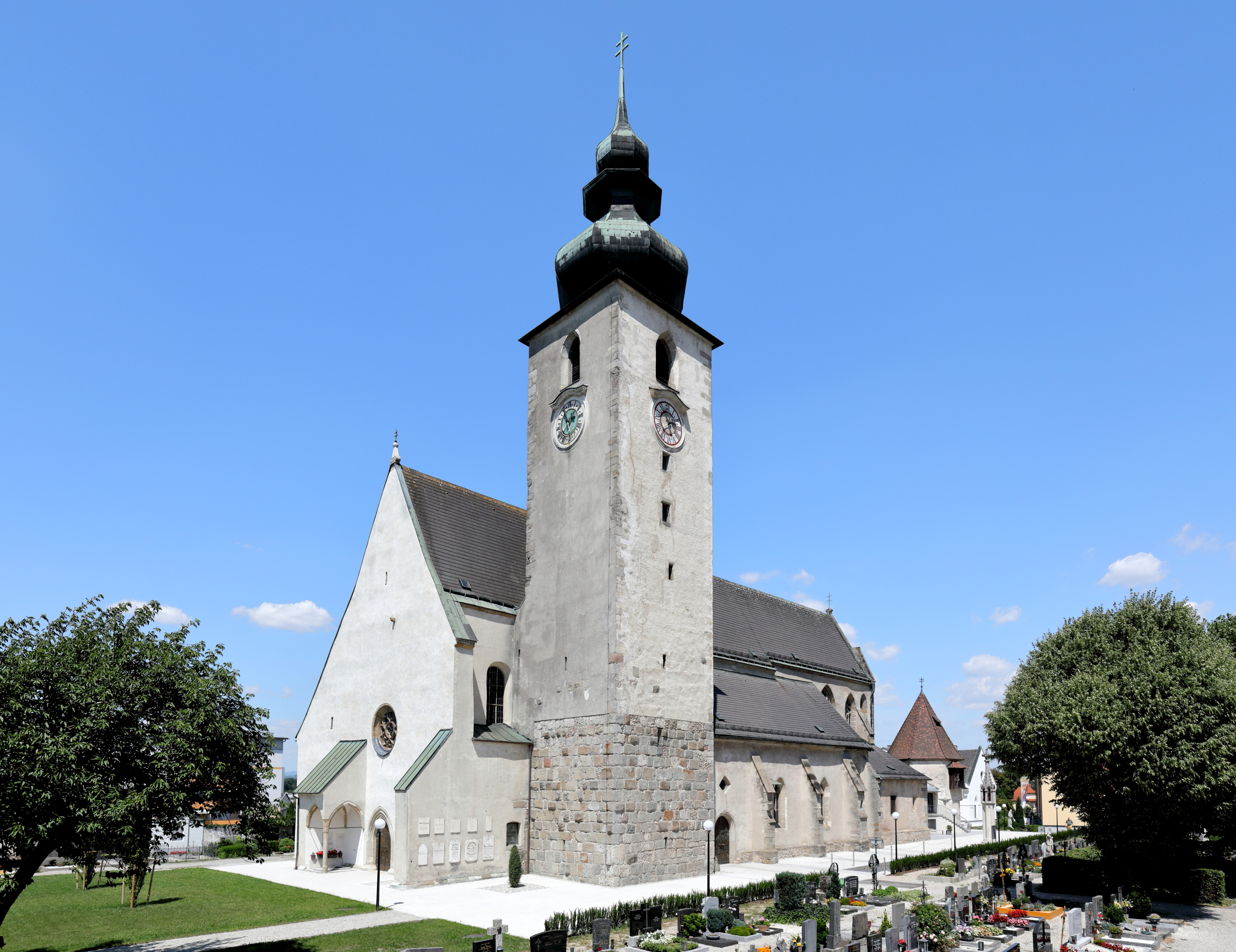
Südansicht der Pfarrkirche und Basilika St. Laurentius

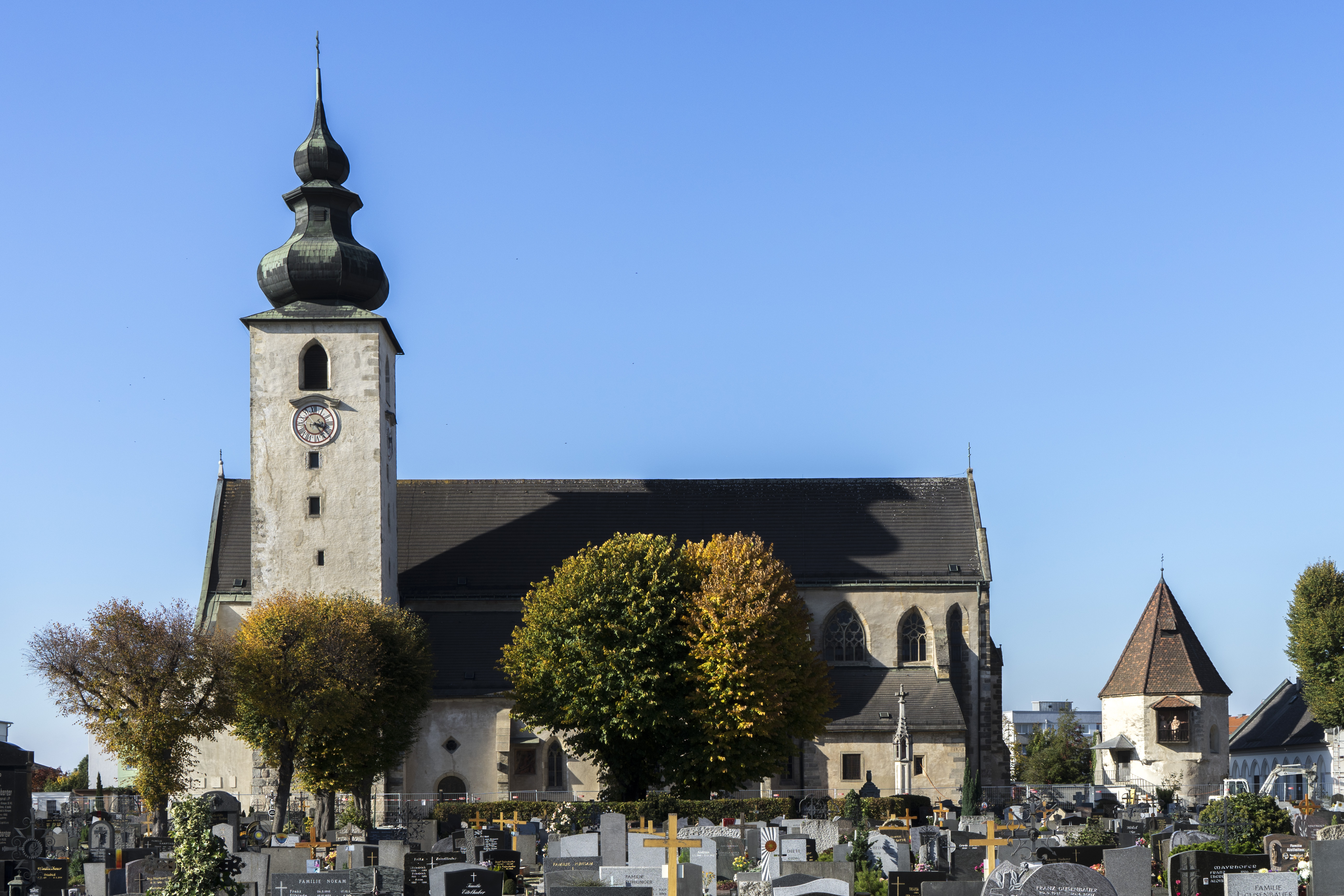
Basilika St. Laurentius und der Karner

Innenansicht

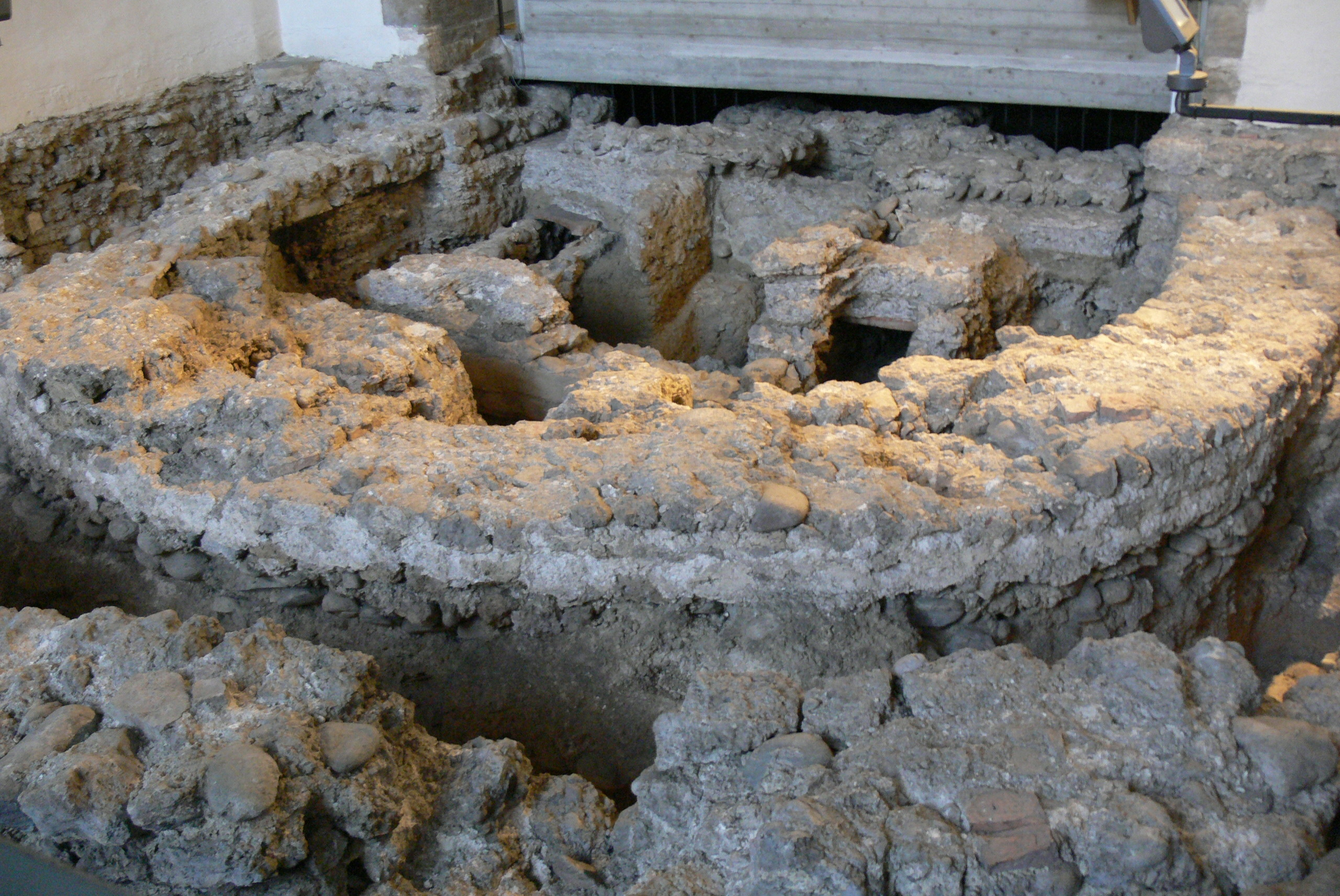
Römische Grundmauern im Bereich der Apsis

Die Basilika Enns-Lorch steht im Stadtteil Lorch der Stadt Enns in Oberösterreich. Sie war ursprünglich eine romanische Pfeilerbasilika, welche seit 1323 in gotische Um- und Erweiterungsbauten aufging. Die römisch-katholische Pfarrkirche und Basilica minor hl. Laurentius gehört zum Dekanat Enns-Lorch in der Diözese Linz.

## Geschichte der Basilika

### Baugeschichte
Die Basilika St. Laurenz erhebt sich über den Mauerresten römischer Vorgängerbauten, die bei archäologischen Grabungen zwischen 1960 und 1966 frei gelegt wurden. Das älteste Bauwerk – ein vornehmes römisches Haus – stammt aus dem 2. Jh. n. Chr. Darüber wurde im 4./5. Jh. eine frühchristliche Kirche erbaut. Es folgten weitere Umbauten und Erweiterungen, bis um 1300 die heute noch bestehende Kirche in gotischem Stil errichtet wurde. Nach Abschluss der archäologischen Forschungen wurde die Kirche 1966–1968 neu eingerichtet und war damit eine der ersten Kirchen im Land, deren Gestaltung bereits vom Geist des Zweiten Vatikanischen Konzils (1962–1965) geprägt war.

### Historische Bedeutung
Historische Bedeutung ist Lauriacum/St. Laurenz vor allem in folgender Hinsicht zuzuschreiben:
- Wirkungsstätte des heiligen Florian von Lorch und der Märtyrer von Lorch († 304). Die Reliquien der Märtyrer von Lorch sind in einem antiken, heute wieder sichtbaren Steintrog im Hauptaltar der Basilika beigesetzt.
- Wirkungsstätte des heiligen Severin von Noricum († 482), der nach dem Zeugnis der Vita Sancti Severini (Eugippius) „in einer Basilika zu Lauriacum“ das Wunder einer Ölvermehrung gewirkt haben soll.
- Sitz des Bistums Lauricum: In der Vita Sancti Severini wird auch ein Bischof von Lauriacum namentlich erwähnt: Constantius von Lauriacum.
- Triduum von Karl dem Großen (791): Vor dem Feldzug gegen die Awaren hält Karl der Große mit seinem Heer in Lorch ein dreitägiges Fasten.

Nach Beendigung der Grabungsarbeiten 1966 erhielt St. Laurenz rasch neue Aufmerksamkeit:
- neuerliche Erhebung zur Stadtpfarrkirche (1968).
- Erhebung zum ersten Titularerzbistum Mitteleuropas (1968): erster Titularerzbischof von Lauriacum war Girolamo Prigione, früherer Nuntius in Guatemala, El Salvador und Mexiko.
- Erhebung zur päpstlichen Basilica minor durch Papst Paul VI. (1970).
- Besuch von Papst Johannes Paul II. (1988), der mit Tausenden Gläubigen unter freiem Himmel auf der heutigen Papstwiese eine Wortgottesfeier zelebrierte.
- Erhebung des heiligen Florian von Lorch zum Landespatron von Oberösterreich (2004; Florian ist bereits seit 1971 Diözesanpatron von Linz, so wie seit 1935 auch Severin).

## Ausstattung

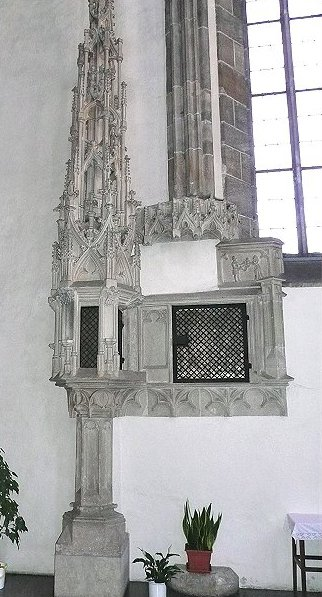
Sakramentshäuschen (1480)

Unter den zahlreichen Kunstwerken der Basilika sind vor allem folgende zu nennen:
- Lorcher Madonna um 1330
- vier gotische Fenstergemälde aus 1330
- Büste eines Schmerzensmannes (Pietà?) um 1330, die bei Renovierungsarbeiten in einer Mauernische gefunden wurde.
- Fresken aus dem 14. Jahrhundert
- Lorcher Pietà aus terra nigra (um 1430)
- Gotische Sakramentshäuschen von 1480 und 1486
- Holzrelief Betlehemitischer Kindermord um 1520 (Lorcher Meister)
- Lebensgroßer Corpus des Chorbogenkreuzes um 1530
- Lebensgroße Ecce-Homo-Gruppe aus Terrakotta um 1690 mit Pontius Pilatus in der Uniform eines türkischen Großwesirs an der Mauer des Karners.
- Großgemälde aus dem 18. Jahrhundert über das Martyrium des hl. Laurentius, die Schutzpatrone der Stadt Enns und die Lorcher Bischöfe (Pilgrimsche Fälschung)
- Glasfenster von Rudolf Kolbitsch (1967)
- Bronzetore, die das Leben der Lokalheiligen Florian und Severin sowie den Kreuzweg Jesu mit der Begegnung zwischen dem Auferstandenen und Thomas darstellen (Peter Dimmel: 1970; 1971; 1985)
- Schmiedeeiserner Stern der Hoffnung (Wolfgang Pöttinger: 1999)

### Orgel

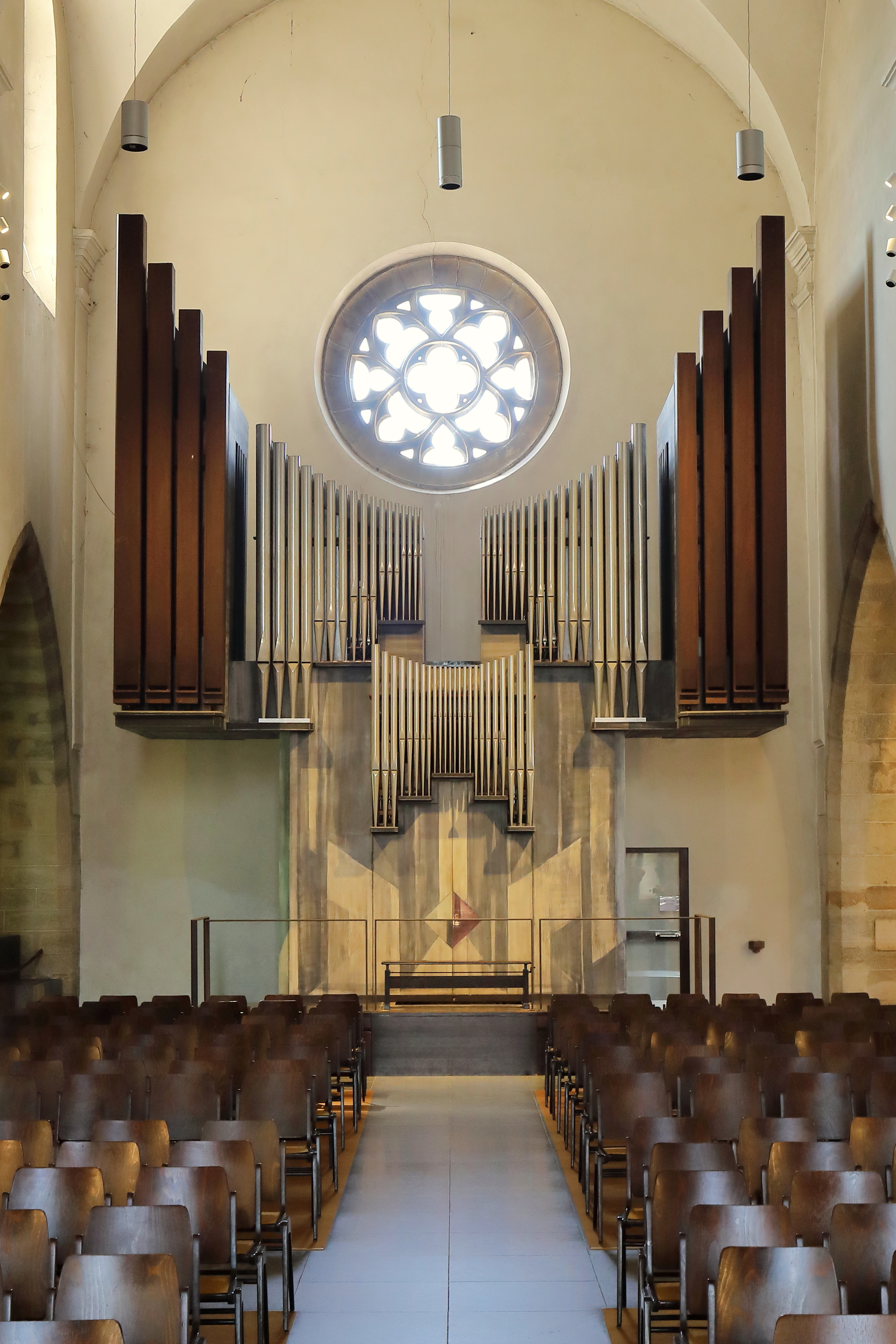
Orgel der Basilika

Nachdem mit 1. Jänner 1968 die St. Laurenz-Kirche als Pfarrkirche neu eingerichtet werden musste, wurde vorerst ein Orgelharmonium vom Stift St. Florian zur Verfügung gestellt. In den 1970er Jahren wurde eine eigene Orgel mit 25 Register sowie 1758 Pfeifen angeschafft. Diese Orgel mit einer rein mechanischen Spiel- und Registertraktur wurde ebenerdig aufgestellt und am 11. Dezember 1976 geweiht. Den Orgelprospekt entwarf Friedrich Goffitzer, die künstlerische Bemalung stammt von Fritz Fröhlich. Die Gesamtplanung und Ausführung erfolgte durch die OÖ. Orgelbauanstalt St. Florian.

## Pfarre
Nachdem 1553 die Pfarrrechte an die ehemalige Kirche des Franziskanerklosters Enns übertragen worden waren, dauerte es mehr als 400 Jahre bis zur neuerlichen Einrichtung einer Pfarre. 1968 wurde St. Laurenz unter Pfarrer Eberhard Marckhgott wieder Pfarrkirche. Die Pfarre geht seither im Sinn des Zweiten Vatikanischen Konzils bewusst einen Weg der Aufgeschlossenheit und der Begegnung mit der Welt. Die organisatorische Leitung der Pfarre liegt seit 2010 in den Händen des verheirateten Theologen Harald Prinz; Pfarrmoderator ist Dechant Werner Grad aus dem Stift St. Florian.